# Acacia bulgaensis
Acacia bulgaensis é uma espécie de leguminosa do gênero Acacia, pertencente à família Fabaceae.